# Nepokoje v Suchumi (1989)
Nepokoje v Suchumi se staly v druhé polovině července roku 1989 v Suchumi, hlavním městě tehdejší Abchazské autonomní sovětské socialistické republiky v rámci Sovětského svazu. Byly vyvrcholením vzrůstajícího národnostního napětí mezi původními Abchazy a přistěhovalými Gruzíny. Pouliční nepokoje nejprve začaly jako pokojný protest proti otevření pobočky Tbiliské státní univerzity, ale situace se zvrhla v zuřivý boj, který trval několik dní, a nepokoje zasáhly nakonec nejen Suchumi, ale i několik dalších oblastí Abcházie. Vyžádaly si mnoho obětí na životech a byly rázně ukončeny až zásahem armády.

## Pozadí
Etnické napětí mezi Abchazy a Gruzíny narůstalo v průběhu celého roku 1989 spolu s tím, jak rostly v Gruzii protisovětské nálady a touha po nezávislosti na Moskvě. Abchazové tyto snahy vnímali jako vážnou hrozbu pro své postavení titulárního národa v rámci sovětské Gruzie a ohrožení statutu Abchazské ASSR. Abchazští politici a inteligence se proto dne 18. března 1989 sešli v Lychny a sepsali petici moskevské vládě, kde si stěžovali na dění v Gruzii, požadovali právo na sebeurčení a odtržení od Gruzie. Tento krok vyvolal masové bouře ze strany Gruzínců žijících v Abcházii, kteří tvořili téměř polovinu veškerého obyvatelstva, a vedlo to k touze po oddělení nejrůznějších kulturních či vzdělanostních záležitostí podle národnosti.
Protesty abchazských Gruzínů se nakonec přelily až do Tbilisi, kde se z nich nakonec staly protesty proti Sovětskému svazu a protestující požadovali 9. dubna nezávislost. Tyto protesty brutálně potlačily složky gruzínského ministerstva vnitra, přičemž bylo zabito 20 lidí a stovky dalších bylo zraněno, zejména mladých žen. Následujícího dne se mimořádně sešel ústřední výbor gruzínské komunistické strany, kde její první tajemník Džumber Patiašvili podal demisi a byl nahrazen bývalým ředitelem gruzínské pobočky KGB Givim Gumbaridzem. Avšak událostmi předešlého dne u Gruzínů sovětská moc ztratila zbývající kredit, jaký ještě měla, a došlo ke zradikalizování celé gruzínské společnosti. V Abcházii naopak zůstalo negruzínské obyvatelstvo loajální vůči sovětskému režimu, zčásti proto, aby se svým postojem odlišili od Gruzínů, a zčásti proto, aby si zajistili podporu z Moskvy. Nic z toho by však ještě nevedlo ke krvavým nepokojům v Suchumi, kdyby nepřišlo nešťastné řešení otázky statutu Suchumské univerzity.

## Případ suchumské univerzity
Otázka vysokého školství byla v Abcházii už desítky let citlivou otázkou. Suchumská univerzita byla založena v roce 1978 jako kompromis při uspokojování abchazských požadavků na sebeurčení v neklidném roce 1978, jež byly vyvolány bouřemi v Tbilisi. Suchumská univerzita byla rozdělená na tři části: abchazskou, ruskou a gruzínskou sekci. Gruzínští studenti si však už od počátku opakovaně stěžovali na diskriminaci ze strany abchazských a ruských profesorů i ze strany vedení školy. A 9. dubna 1989 se v reakci na to a na události ve Tbilisi gruzínští studenti rozhodli uspořádat hladovku, jejímž cílem bylo vyčlenit celou gruzínskou sekci univerzity a udělat z ní suchumskou pobočku Tbiliské státní univerzity. To bylo vnímáno jako další snaha Gruzínců o uskutečnění většího plánu dále osamostatnit gruzínské kulturní, vzdělanostní a volnočasové instituce v Abcházii, aby byl odstraněn dohled sovětských orgánů (např. byl už dříve podobně rozdělen suchumský fotbalový klub a suchumské divadlo).
Akce gruzínských studentů v Suchumi nalezly mohutnou odezvu u gruzínské části obyvatelstva, takže se k jejich hladovce připojili mnozí gruzínští profesoři a také výzkumníci ze Suchumského institutu subtropického zemědělství. Rozdělení univerzity však musely schválit centrální orgány v Tbilisi a ty byly v souvislosti s událostmi 9. dubna nečinné. Nicméně 14. května gruzínská vláda podlehla tlaku veřejnosti a vydala prohlášení, že založena nová pobočka Tbiliské univerzity v Suchumi a Suchumská univerzita bude nadále jen abchazsko-ruská. Abchazové byli tímto rozhodnutím velmi rozezleni a uspořádali ihned několik protestních akcí a také se snažili zablokovávat přípravy na schválení zřízení nové gruzínské univerzity ve městě a suchumská policie reagovala preventivním zabavováním loveckých zbraní obyvatel, aby předešla násilí. Zároveň s tím sepsali představitelé nové čistě abchazské politické strany Ajdgylara (Lidová fronta) stížnost do Moskvy na Gruzínce a neopomněli tam připsat, že ony problémy ohledně nové pobočky Tbiliské univerzity v Suchumi a s tím související nepokoje jsou přiživovány protisovětským disentem. Moskva reagovala sestavením vyšetřovací komise Ústředního výboru Komunistické strany Sovětského svazu, jež na začátku července 1989 dospěla k závěru, že Gruzínská SSR neměla žádné právo na rozdělení suchumské univerzity a otevření gruzínské univerzitní pobočky, a požadovala po gruzínské vládě okamžitou nápravu situace. Gruzínci však tento nález zcela ignorovali a přes výhrůžky ze strany Abchazů uspořádali na 15. července toho roku přijímací zkoušky na suchumskou pobočku tbiliské univerzity.

## Průběh nepokojů
Dne 12. července 1989, tedy tři dny před plánovaným přijímacím řízení zorganizovali Abchazové masový protigruzínský protest, jehož se účastnily tisíce lidí a hlavními aktéry byli členové strany Ajdgylara. Mezi protestujícími bylo i několik ozbrojených skupin, jež spolu s lidmi z Ajdyglary vedly rozzuřený dav k útoku na budovu redakce místních gruzínských novin a donutili je tak ukončit činnost. Krátce poté se protestující dav obrátil na samotnou budovu, kde měla být zřízena pobočka tbiliské univerzity a zcela ji obklíčili. Zoufalí zaměstnanci univerzity marně volali o pomoc suchumskou milici (obdobu městské policie), jejíž vedení 15. července poslalo na ochranu univerzity pouze muže abchazské národnosti a suspendovali gruzínské policisty. Vláda v Tbilisi proto reagovala posláním posil, ale tbilisští policisté byli okamžitě po příjezdu zcela bez zábran odzbrojeni a zajati abchazskou milicí, jež se zcela vymkla úřadům z rukou. V ten den však Gruzínci zorganizovali odvetnou masovou akci, aby uchránili svou univerzitu před blokádou.
Za této situace není možné určit, která ze stran začala s útokem, neboť se vzájemně obviňovaly obě dvě ze startu násilností, každopádně v ulicích Suchumi vypukla pravá pouliční válka, jež odstartovala celý gruzínsko-abchazský konflikt, jenž vyvrcholil skutečnou válkou o tři roky později. Gruzínci vypověděli, že se dostali pod palbu abchazských ozbrojených band, když jejich protestní průvod procházel Rustaveliho parkem, zatímco Abchazové vypověděli, že se vrhli do boje až poté, co byl Gruzíny surově zbit abchazský fotograf, jenž dokumentoval situaci na jejich univerzitě. Následující den (16. července) však do univerzitní budovy vtrhl rozzuřený pětitisícový dav Abchazů, z nichž mnozí byli ozbrojeni, vyhnali odtamtud gruzínské studenty, některé zabili, a mnohé členy zkušební komise napadli a zbili. Budovu jako takovou následně vyrabovali.
Tato událost nastartovala krvavé události, jež se v Suchumi děly po následujících několik dní, kdy proti sobě bojovaly v ulicích ozbrojené gruzínské a abchazské skupiny. Ještě téhož večera se nepokoje rozšířily do ostatních oblastí Abcházie, nejzávažnější byla série přestřelek mezi Svany, kteří pocházeli z východoabchazských hor, a Abchazy ve městě Tkvarčeli, kde se střílelo celou noc a s několika krátkými přerušeními ještě několik dalších dnů. V tu dobu se v okrese Gali shromáždilo odhadem 30 tisíc Gruzínců (místních a také tisíce dobrovolníků z Mingrelie), kteří se vydali pod vedením protisovětského disidenta Meraba Kostavy na pochod na Suchumi, aby pomohli tamním Gruzíncům proti Abchazům. Podle úřadů během těchto dní docházelo ze strany Abchazů k napadání služeben milicionářů a byly ukradeny zbraně, jež Abchazové použili proti Gruzíncům, ale skutečnost byla často taková, že abchazští milicionáři vůči protestujícím soukmenovcům nekladli vůbec žádný odpor, ba s nimi dokonce sympatizovali. Díky tomu Abchazové zorganizovali před Očamčyře na klíčovém mostu vlastní ozbrojené hlídky, jež zastavovaly vlny příchozích Gruzínů z východu (z nichž mnozí byli též ozbrojeni). Merab Kostava tedy vydal pokyn zastavit pochod, aby předešel zbytečnému krveprolévání. Krátce poté do Abcházie dorazili sovětští vojáci s rozkazem obnovit v oblasti pořádek zavedením stanného práva.
Podle sčítání obětí bylo zabito nejméně 17 lidí a dalších 448 bylo zraněno, z toho 302 bylo Gruzínců. I přes přítomnost vojáků docházelo i poté k příležitostným přestřelkám a mezietnickým potyčkám, ovšem sovětská moc neudělala žádný reálný krok k tomu, aby se napětí mezi Abchazy a Gruzíny zmenšilo.

## Závěr
Gruzínci dostali podezření, že celé nepokoje vyprovokovali Abchazové schválně, aby přerostly do rozsáhlého konfliktu, jež by Moskva následně ukončila posláním armády do Abcházie a vyhlásila by stanné právo, čímž by docílili toho, že by vláda v Tbilisi prakticky ztratila nad touto autonomní sovětskou socialistickou republikou i nad jejími administrativními strukturami kontrolu, protože by ji de-facto ovládala sovětská armáda. Zároveň také Gruzíni obvinili Moskvu, že manipulovala celou situaci a dopomohla k vypuknutí etnického konfliktu s cílem očernit gruzínská hnutí za nezávislost na Sovětském svazu. Abchazové naopak argumentovali, že celá kauza ohledně univerzity byla jen instrumentem gruzínské vlády k tomu, aby v Abcházii obnovila gruzínskou kulturní dominanci, jakou znali z dob ještě relativně nedávných, a požadovali, aby vyšetřování červencových nepokojů převzala Moskva, a aby bylo otevření pobočky tbiliské univerzity v Suchumi neprodleně a navždy zrušeno.
Nakonec se situace relativně uklidnila, ale uvnitř Abcházie to nadále vřelo. Očividné byly jen „zákonové“ a legislativní války mezi Abchazy a Gruzíny ohledně politických změn, jež následovaly v letech 1990 až 1991. Jelikož ty řešení nepřinesly a mezietnická nesnášenlivost neustala, přišly na řadu v roce 1992 zase zbraně. Tentokrát už vypukla skutečná válka.